# Naoki Tokunaga
Naoki Tokunaga (em japonês: 徳永 直紀; 1966) é um engenheiro japonês que atualmente é consultor estratégico sênior da equipe de Fórmula 1 da Cadillac.

## Carreira
Tokunaga estudou no Japão e se formou na Universidade Chuo. Ele era engenheiro de automobilismo na Nissan. Em 2000, ele começou a trabalhar em Enstone como engenheiro de dinâmica de veículos na equipe Benetton. Em 2002, ele foi promovido ao cargo de chefe de controle de sistemas. Ele projetou os sistemas eletrônicos que eram usados pela equipe Renault. Ele trabalhou no programa de desenvolvimento do sistema KERS. Em 2010, ele se tornou vice-diretor técnico da Renault/Lotus, mas em 2012 ele se mudou para a Renault Sport F1, onde se tornou diretor técnico. Ele supervisionou o design e o desenvolvimento de novas unidades V6 para a temporada de 2014. Ele deixou a Renault em julho de 2022.
Em abril de 2024, ele revelou que estava atuando como consultor estratégico sênior da Andretti Global em seu projeto de Fórmula 1, que deu origem a equipe Cadillac Formula 1 Team.